# コリオ (企業)
コリオ（オランダ語：Corio N.V.）はかつて存在したオランダの不動産投資会社。ユトレヒトに本社を置き、オランダ、フランス、イタリア、スペイン、トルコの5カ国に約58億ユーロの不動産を所有していた。コリオは2000年にオフィスビルや商業用不動産に重点的に投資したファンド、VIB（Vastgoedfonds voor Institutionele Beleggers）とWBN（Winkel Beleggingen Nederland）が合併して誕生した。合併以降、個人向け不動産への投資を縮小させており、不動産のポートフォリオにおけるショッピングセンター以外の不動産は2000年の47%から16%にまで減少した。コリオはユーロネクスト・アムステルダムとユーロネクスト・パリに上場していた。2015年3月、フランスの同業大手クレピエールにより買収され併合された。